# باشگاه فوتبال نفتخیمیک نیژنکامسک
باشگاه فوتبال نفتخیمیک نیژنکامسک (روسی: ФК «Нефтехимик» Нижнекамск) یک باشگاه فوتبال در شهر نیژنکامسک کشور روسیه است. این باشگاه در لیگ ملی فوتبال روسیه بازی می‌کند. این باشگاه در سال ۱۹۹۱ تأسیس شده‌است. ورزشگاه نفتخیمیک محل برگزاری بازی‌های خانگی این باشگاه است.